# Dark Cloud
Dark Cloud é uma série de RPG's criada pela Level-5 com elementos de jogos de ação e estratégia. Atualmente há duas versões da série: Dark Cloud e Dark Cloud 2 (conhecido como Dark Chronicle na Europa), ambos criados exclusivamente para Playstation 2. Há dúvidas se Dark Cloud e Dark Cloud 2 podem ser considerados parte da mesma cronologia. Um terceiro título, Dark Cloud 3 foi anunciado na E3 de 2004, mas seu status atual de desenvolvimento é desconhecido.

## Jogabilidade
Dark Cloud é um RPG em que os jogadores andam em calabouços (dungeons) aleatórios, derrotando monstros e coletando itens. Dentro dos calabouços, o jogador também tem a opção de, encontrando o item necessário e a passagem correta, de explorar um "back room".  Essas áreas especiais possuem monstros mais fortes, itens mais valiosos e condições que não afetam o decorrer da história.
A maior parte da jogabilidade de Dark Cloud envolve um tipo especial de item, coletado nos calabouços de alguns monstros, chamado "Atla". Esses itens, uma vez removidos do calabouço, se tornam partes geográficas (como árvores, casas e camponeses) que precisam ser colocados em um local apropriado em várias partes do mundo.
Um traço único que o separa da maioria dos RPGs é que os personagens principais não sobem de nível; Ao invés disso, suas armas evoluem. (Os personagens só podem ficar mais fortes com o consumo de determinadas comidas.) Quanto mais a arma é usada, mais forte ela fica. Entretanto, ela eventualmente se desgasta com uso constante, e então é necessário repará-la antes que ela quebre. Quando a arma obtém uma certa quantidade de pontos de absorção, ela pode receber uma evolução; uma arma evoluída absorve qualquer equipamento anexado a ela, e o número do nível em seu nome (ex: Adaga+1) aumenta. Quando uma arma alcança o nível 5, um "Status Break" se torna possível. Esta característica transforma a própria arma e um anexo, que pode ser equipado em outras armas para um aumento considerável de poder.
Dark Cloud possui 6 personagens principais diferentes: 3 guerreiros de ataque a distância e 3 guerreiros de ataque corpo-a-corpo. Personagens de ataque corpo-a-corpo podem usar muitas armas, de espadas e martelos genéricos até ferramentas incomuns como o cactus gigante e o peixe congelado. Personagens de ataque a distância podem usar braceletes mágicos, armas e até mesmo estilingues. Para navegar nas masmorras através de várias armadilhas e barreiras,cada habilidade unica dos personagens deve ser usada em algum momento.
Um mini-game de pesca também está disponível em quatro momentos do jogo, com "pontos de pescaria" ganhos para cada sucesso. Estes pontos podem ser trocados por vários suprimentos e equipamentos, alguns extremamente valiosos.

## Enredo
Depois de militantes ocidentais descobrirem uma grande urna cerimonial e liberar seu conteúdo, o Genio Negro, para aplicações militares, o Gênio Negro faz um ataque a vila de Nolun/Norune, destruindo-a completamente. Logo se descobre que o Rei Fada, pensando rápido, conjura uma magia defensiva ao redor da vila, que faz com que prédios, objetos e pessoas sejam apenas  se dispersem dos ataques do Gênio Negro. Como um personagem principal, você deve viajar pelos calabouços procurando por estas coisas, na forma de um Atlas, usando o auxilio de outros personagens que você conhece no caminho. Durante o jogo você descobrirá que o Gênio Negro destruiu três outras vilas conhecidas como vila Matataki, Queens e Muska Racka. Você também encontrará um aliado em cada cidade. Você achará Xiao na vila Nolun/Norune, Goro na vila matataki, Ruby no Queens, Ungaga em Muska Racka e Osmond nas Quedas Amarelas. Todos eles tem seu prelúdio (referente aos personagens).